# Bârghiș, Sibiu
Bârghiș,(în dialectul săsesc Berjes, Berjesch, Börd'eš, în germană Bürgisch, Bürgesch, Burgesch, Schierlingdorf, Bürkösch, în maghiară Bürkös), este satul de reședință al comunei cu același nume din județul Sibiu, Transilvania, România. Se află în partea de est a județului,  în Podișul Târnavelor. Anul primei atestări scrise: 1357.

## Obiectiv memorial
Parcela eroilor români din cele două războaie mondiale este amplasată în partea din spate a cimitirului localității. În cadrul acesteia sunt înhumați 10 eroi necunoscuți și 2 eroi cunoscuți.

## Galerie de imagini

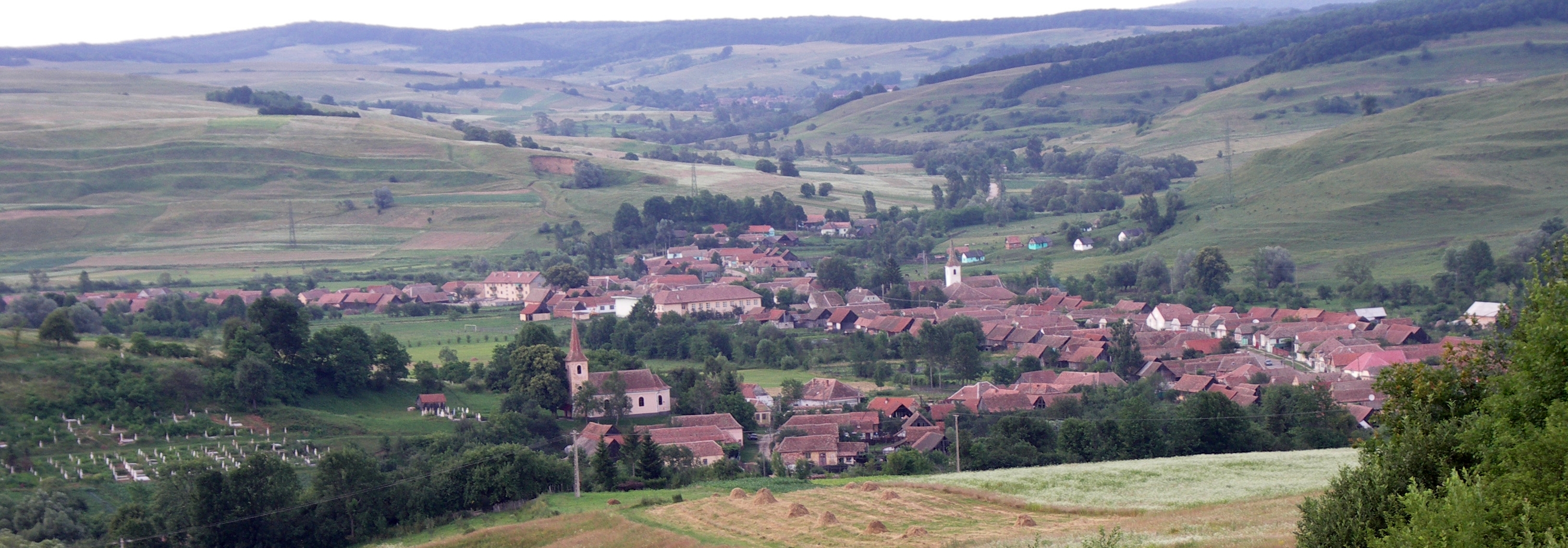
Bârghiș
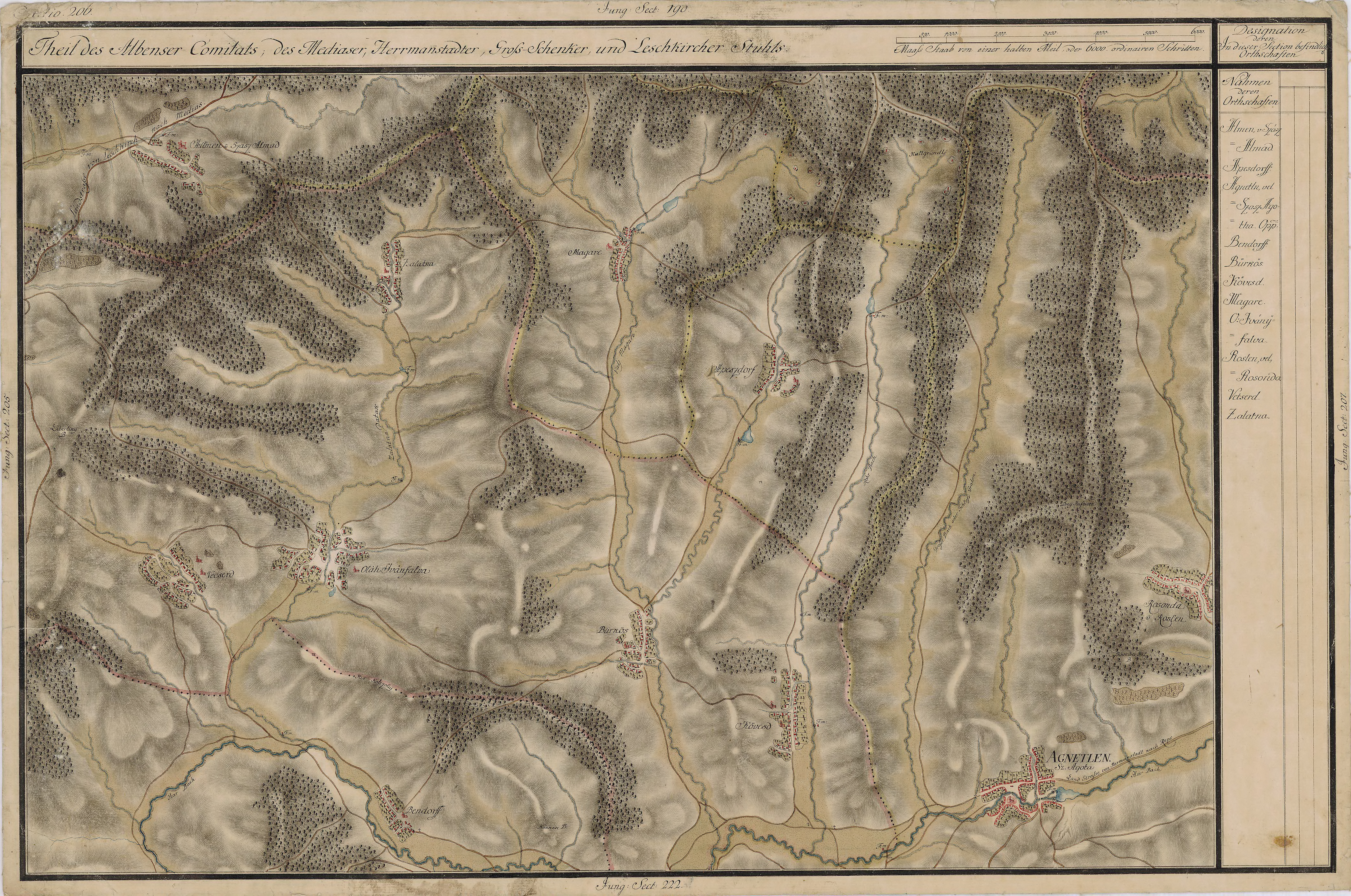
Bârghiș în Harta Iosefină a Transilvaniei, 1769-1773
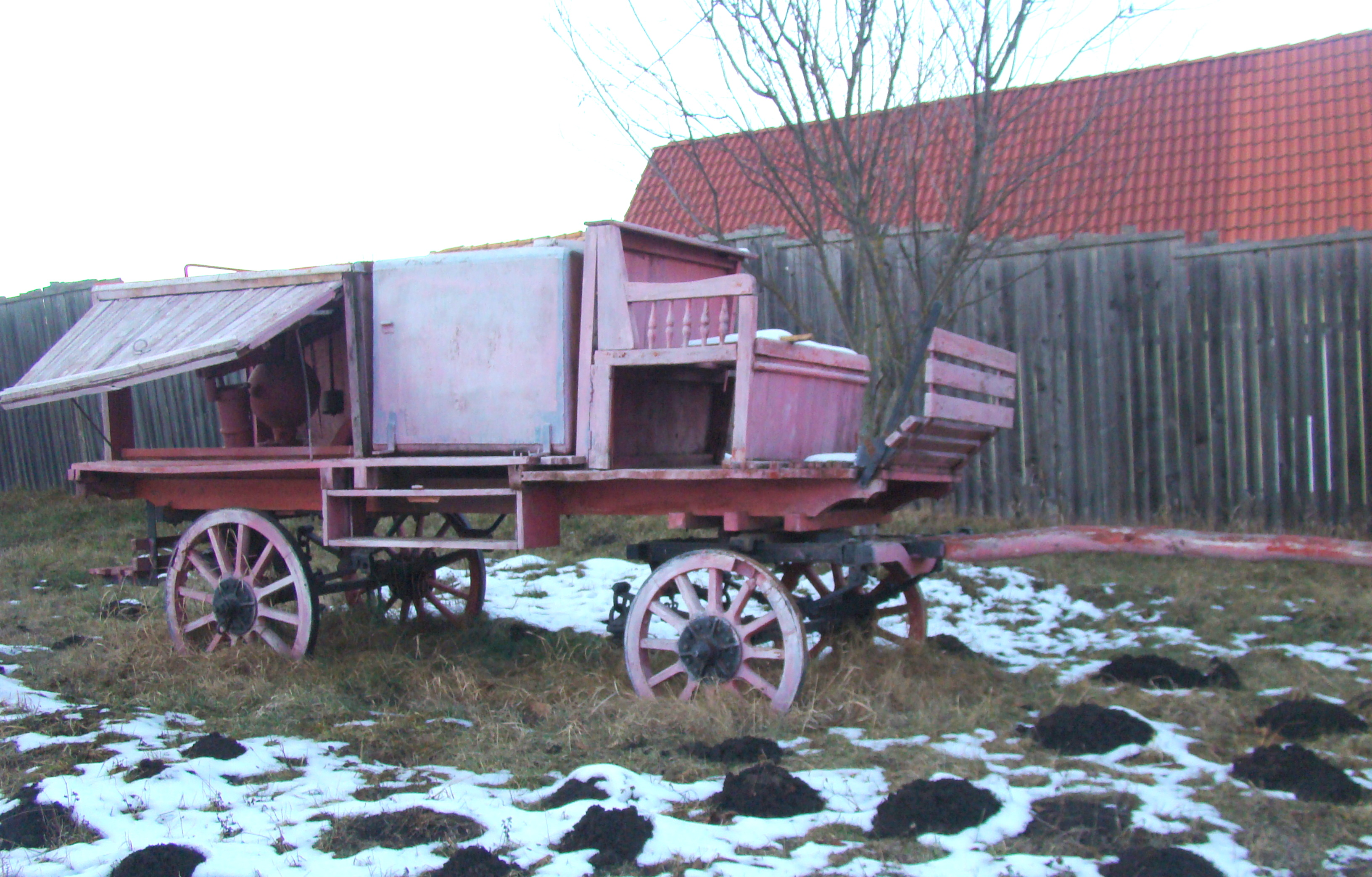
Pompă manuală pentru stins incendii
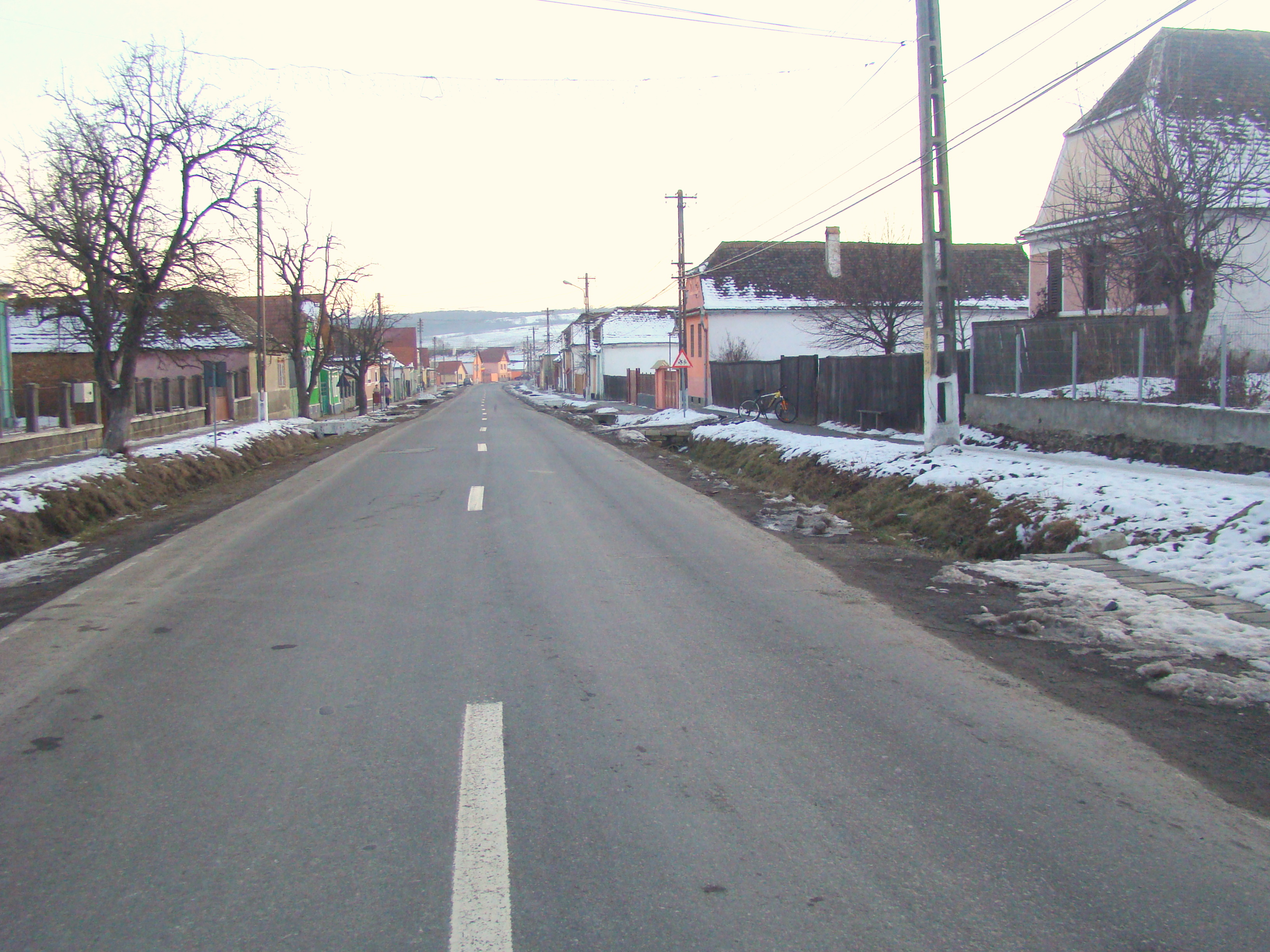
Strada Lungă
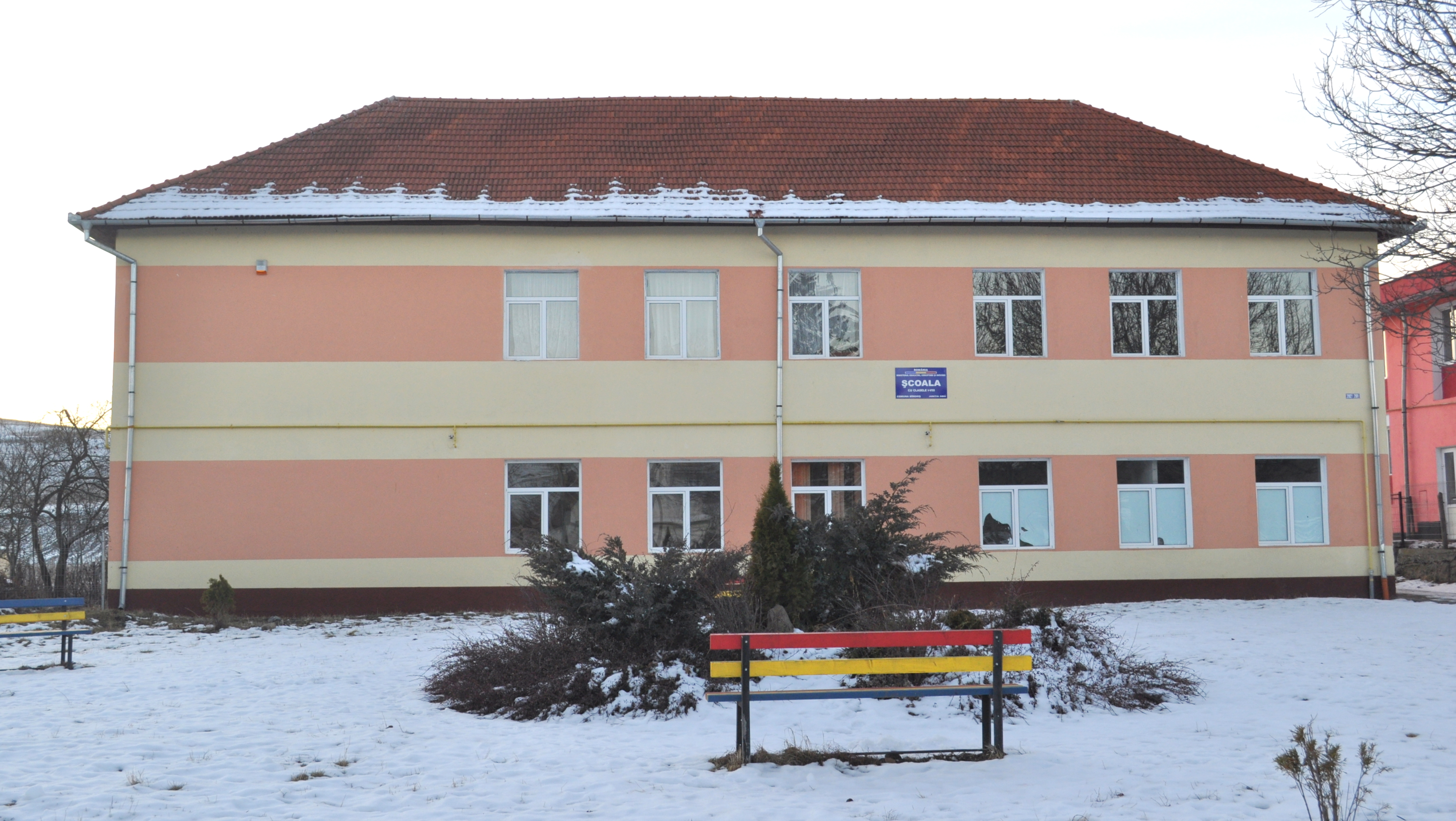
Școala
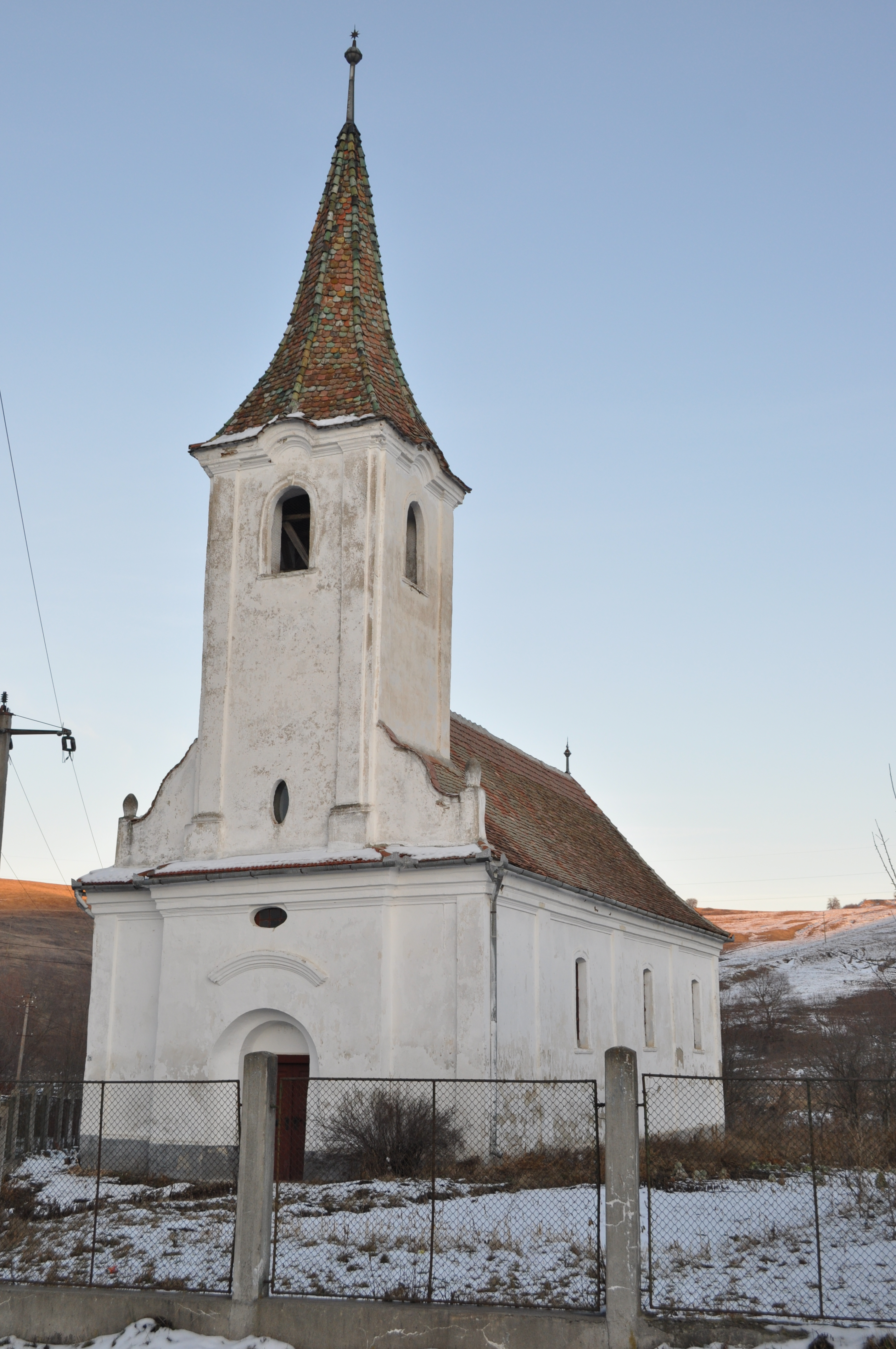
Biserica reformată
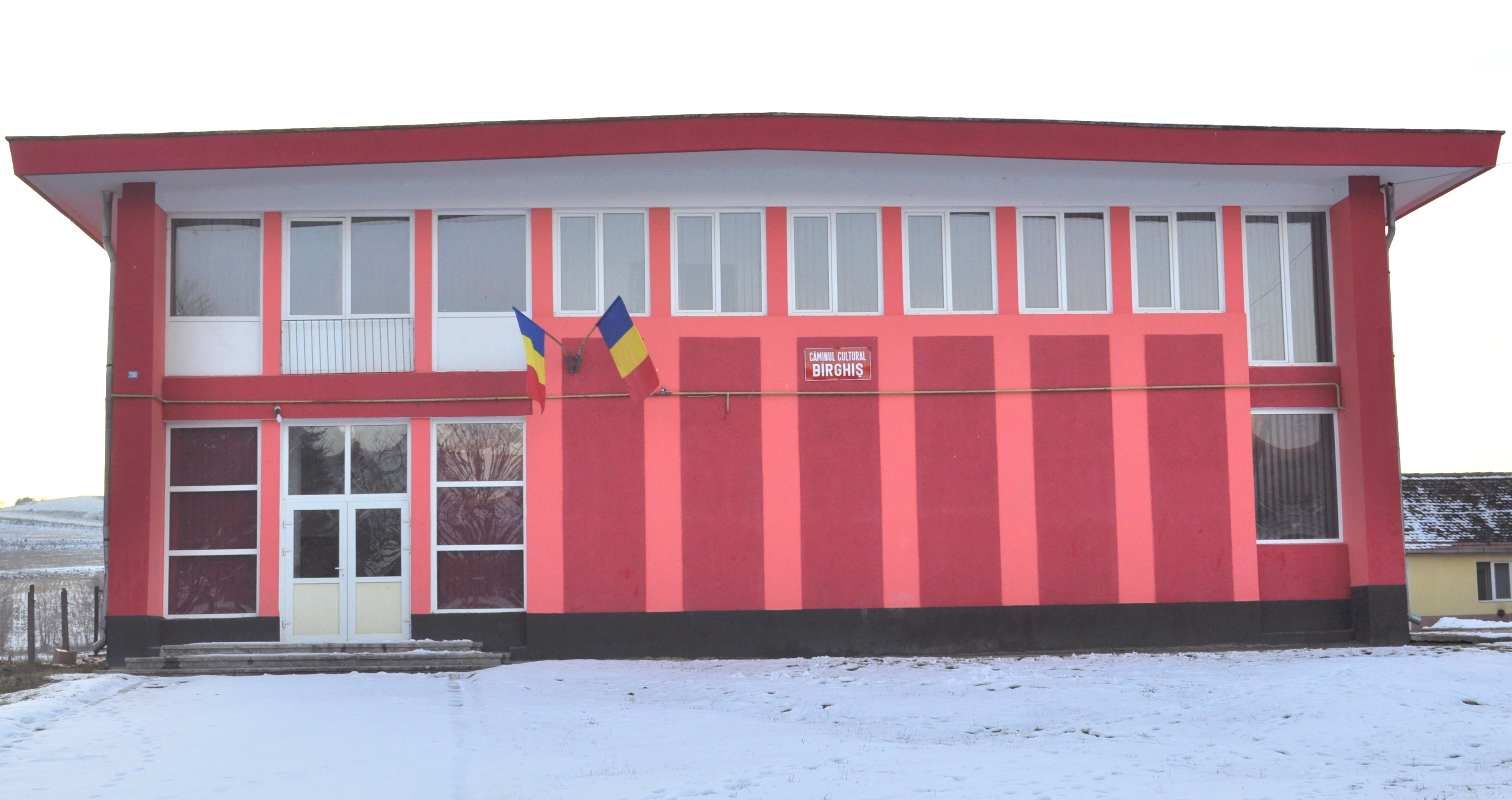
Căminul cultural